# Єнс Петтер Гауге
Єнс Петтер Гауге (норв. Jens Petter Hauge, нар. 12 жовтня 1999, Буде) — норвезький футболіст, нападник клубу «Буде-Глімт» і національної збірної Норвегії.

## Клубна кар'єра
Народився 12 жовтня 1999 року в місті Буде. Вихованець футбольної школи клубу «Буде-Глімт». 23 квітня 2016 року в матчі проти «Стремсгодсета» він дебютував у Тіппелізі. За підсумками сезону клуб вилетів з еліти, але Гауге залишився в команді і через рік, допоміг їй знову повернутися до найвищого норвезького дивізіону.
2018 року ненадовго здавався в оренду в клуб другого дивізіону «Олесунн», після чого повернувся до «Буде-Глімт», де молодий гравець від початку сезону 2020 року став основною ударною силою у нападі команди.
1 жовтня того ж 2020 року уклав п'ятирічний контракт з італійським «Міланом», у складі якого вже через три дні дебютував у Серії A.
Влітку 2021 року перейшов на умовах оренди до німецького «Айнтрахта» (Франкфурт-на-Майні).

## Виступи за збірні
2016 року дебютував у складі юнацької збірної Норвегії, взяв участь у 10 іграх на юнацькому рівні, відзначившись 3 забитими голами. З командою до 19 років зайняв п'яте місце юнацького чемпіонату Європи 2018 року. У поєдинках проти фінів і англійців Єнс забив по голу.
2019 року з командою до 20 років поїхав на молодіжний чемпіонат світу.
Того ж 2019 року дебютував в іграх за молодіжну збірну Норвегії.
11 жовтня 2020 року дебютував в офіційних матчах у складі національної збірної Норвегії, вийшовши на заміну наприкінці гри Ліги націй УЄФА 2020—2021 проти Румунії.
| Дата       | Місто     | Господарі  | Результат | Гості      | Турнір                               | Голи | Примітки |
| ---------- | --------- | ---------- | --------- | ---------- | ------------------------------------ | ---- | -------- |
| 11-10-2020 | Осло      | Норвегія   | 4 – 0     | Румунія    | Ліга націй УЄФА 2020-2021 - 1-й етап | -    | 85'      |
| 24-3-2021  | Гібралтар | Гібралтар  | 0 – 3     | Норвегія   | Відбір до ЧС 2022                    | -    | 46'      |
| 2-6-2021   | Малага    | Норвегія   | 1 – 0     | Люксембург | товариський матч                     | -    | 64'      |
| 1-9-2021   | Осло      | Норвегія   | 1 – 1     | Нідерланди | Відбір до ЧС 2022                    | -    | 59'      |
| 4-9-2021   | Рига      | Латвія     | 0 – 2     | Норвегія   | Відбір до ЧС 2022                    | -    | 88'      |
| 8-10-2021  | Стамбул   | Туреччина  | 1 – 1     | Норвегія   | Відбір до ЧС 2022                    | -    | 75'      |
| 11-10-2021 | Осло      | Норвегія   | 2 – 0     | Чорногорія | Відбір до ЧС 2022                    | -    | 46'      |
| 16-11-2021 | Роттердам | Нідерланди | 2 – 0     | Норвегія   | Відбір до ЧС 2022                    | -    | 46' 73'  |
| 5-6-2022   | Стокгольм | Швеція     | 1 – 2     | Норвегія   | Ліга націй УЄФА 2022-2023 - 1-й етап | -    | 89'      |
| 9-6-2022   | Осло      | Норвегія   | 0 – 0     | Словенія   | Ліга націй УЄФА 2022-2023 - 1-й етап | -    | 81'      |
| 14-11-2024 | Любляна   | Словенія   | 1 – 4     | Норвегія   | Ліга націй УЄФА 2024-2025 - 1-й етап | 1    | 71'      |
| Усього     |           | Матчів     | 11        |            | Голів                                | 1    |          |

## Титули і досягнення
- Володар Ліги Європи УЄФА (1):

«Айнтрахт»: 2021–22